# Communauté de communes du Val d’Essonne
Die Communauté de communes du Val d’Essonne (CCVE) ist ein französischer Gemeindeverband mit der Rechtsform einer Communauté de communes im Département Essonne in der Region Île-de-France. Sie wurde am 11. Dezember 2002 gegründet und umfasst 21 Gemeinden. Der Verwaltungssitz befindet sich im Ort Ballancourt-sur-Essonne.

## Mitgliedsgemeinden
| Gemeinde                                | Einwohner 1. Januar 2022 | Fläche km² | Dichte Einw./km² | Code INSEE | Postleitzahl |
| --------------------------------------- | ------------------------ | ---------- | ---------------- | ---------- | ------------ |
| Auvernaux                               | 330                      | 6,50       | 51               | 91037      | 91830        |
| Ballancourt-sur-Essonne                 | 7.795                    | 11,30      | 690              | 91045      | 91610        |
| Baulne                                  | 1.468                    | 8,17       | 180              | 91047      | 91590        |
| Cerny                                   | 3.425                    | 17,13      | 200              | 91129      | 91590        |
| Champcueil                              | 2.873                    | 16,35      | 176              | 91135      | 91750        |
| Chevannes                               | 1.550                    | 10,23      | 152              | 91159      | 91750        |
| D’Huison-Longueville                    | 1.532                    | 10,04      | 153              | 91198      | 91590        |
| Écharcon                                | 720                      | 6,81       | 106              | 91204      | 91540        |
| Fontenay-le-Vicomte                     | 1.563                    | 6,83       | 229              | 91244      | 91540        |
| Guigneville-sur-Essonne                 | 876                      | 9,19       | 95               | 91293      | 91590        |
| Itteville                               | 6.674                    | 12,20      | 547              | 91315      | 91760        |
| La Ferté-Alais                          | 3.663                    | 4,55       | 805              | 91232      | 91590        |
| Leudeville                              | 1.560                    | 7,84       | 199              | 91332      | 91630        |
| Mennecy                                 | 16.071                   | 11,09      | 1.449            | 91386      | 91540        |
| Nainville-les-Roches                    | 521                      | 5,93       | 88               | 91441      | 91750        |
| Ormoy                                   | 2.896                    | 1,88       | 1.540            | 91468      | 91540        |
| Orveau                                  | 145                      | 4,30       | 34               | 91473      | 91590        |
| Saint-Vrain                             | 3.046                    | 11,57      | 263              | 91579      | 91770        |
| Vayres-sur-Essonne                      | 974                      | 8,46       | 115              | 91639      | 91820        |
| Vert-le-Grand                           | 2.348                    | 15,93      | 147              | 91648      | 91810        |
| Vert-le-Petit                           | 2.716                    | 6,83       | 398              | 91649      | 91710        |
| Communauté de communes du Val d’Essonne | 62.746                   | 193,13     | 325              | –          | –            |